# NGC 642
NGC 642 is een balkspiraalstelsel in het sterrenbeeld Beeldhouwer. Het hemelobject werd op 27 september 1834 ontdekt door de Britse astronoom John Herschel.

## Synoniemen
- PGC 6112
- ESO 413-14
- MCG -5-5-3
- VV 419
- AM 0136-301